# Sempervivum juvanii
Sempervivum juvanii és una espècie de planta amb flors de la família de les crassulàcies (Crassulaceae) del gènere Sempervivum.

## Descripció
Sempervivum juvanii creix com una planta de rosetes grans de 5 a 8 cm de diàmetre. Els estolons són de color verd clar. Les fulles són piloses a les vores i glandular-pubescents a banda i banda. La planta no produeix gaires fillols. Les tiges florals fan entre 15 i 25 cm d'alçada. Els pètals són de color groc pàl·lid a daurat, de 3 cm de diàmetre. Els pètals són tres vegades més llargs que els sèpals, amb una taca porpra a la part inferior. Les flors es produeixen de juliol a agost.

## Distribució i hàbitat
Sempervivum juvanii és natiu a Eslovènia, al sud-est dels Alps. És una planta perenne suculenta i creix principalment al bioma temperat. Creix molt aïllada només a l'est d'Eslovènia sobre roques de silicat de la Donačka gora a les muntanyes de Pohorje. Només es troba en afloraments rocosos orientats al Sol entre els 500 i els 850 m d'altitud.

## Taxonomia
Sempervivum juvanii va ser descrita per Strgar i publicat a Biol. Vestn. 19: 83, a l'any 1971.
Etimologia
Sempervivum: nom compost per a dues paraules llatines Semper ("sempre") i vivus ("vivent"). Són Sempervivum a causa de ser plantes perennes que mantenen les fulles a l'hivern, i ser força resistents a condicions dificultoses de creixement.
juvanii: epítet en honor del botànic eslovac Franc Juvan (1875 - 1960), que va treballar al Jardí botànic de Ljubljana durant 64 anys.
Sinonímia
- Sempervivum wulfenii subsp. juvanii (Strgar) Favarger & J.Parn.[6]